# Paradoxostoma fleetense
Paradoxostoma fleetense är en kräftdjursart som beskrevs av John Horne och Whittaker 1985. Paradoxostoma fleetense ingår i släktet Paradoxostoma och familjen Paradoxostomatidae. Inga underarter finns listade i Catalogue of Life.